# هربرت رودس
هربرت رودس (بالإنجليزية: Herbert Rhodes)‏ (11 يناير 1852 في المملكة المتحدة - 10 سبتمبر 1889 في المملكة المتحدة) هو مجدف ولاعب كريكت بريطاني (وحمل سابقاً جنسية المملكة المتحدة لبريطانيا العظمى وأيرلندا).